# Rhinopomastus minor
Rhinopomastus minor là một loài chim trong họ Phoeniculidae.